# لمبتن شورز
لمبتن شورز (به انگلیسی: Lambton Shores) یک منطقهٔ مسکونی در کانادا است که در شهرستان لمتون واقع شده‌است. لمبتن شورز ۱۰٬۶۵۶ نفر جمعیت دارد.